# Charles Dera
Charles Dera (Filadelfia, 21 dicembre 1978) è un regista e attore pornografico statunitense.

## Biografia
Presta servizio militare nel corpo degli United States Marine Corps dal 1997 fino al 2000, quando si congeda e commemora la sua appartenenza al corpo dei Marines tatuandosi sul pettorale sinistro un bulldog e la scritta "Marines". 
Di lì a pochi anni diventa famoso soprattutto per i suoi scatti di nudo maschile ed erotici sulla nota rivista Playgirl, la quale nel luglio 2005 lo insignisce del titolo di Uomo dell'anno. Nello stesso anno decide di dedicarsi alla carriera d'attore pornografico, che procede spedita fino ad oggi con l'ammontare di oltre 2.200 titoli girati. La due case di produzione che l'hanno lanciato e fatto lavorare maggiormente sono la Brazzers e Naughty America.
È stato membro della celebre compagnia di strip maschile "Chippendales", dov'è stato addestrato da Mike Foland. Più in là inizia a far parte anche del gruppo di stripper "Men of the strip", fondato dall'ex stripper dei Chippendales Jeff Timmons, eseguendo i suoi numeri interpretando il ruolo del 'veterano'.
Parallelamente alla carriera pornografica, ha diretto 27 film indipendenti.

## Riconoscimenti
- 2008 XRCO Award
- 2009 AVN Award
- 2009 XRCO Award

## Filmografia
- Underwear Uncovered (2005)
- Anal Asspirations 7 (2007)
- Babysitters (2007)
- Barely Legal 71 (2007)
- Barely Legal 75 (2007)
- Barely Legal 76 (2007)
- Bra Bustin and Deep Thrustin 2 (2007)
- Breast Strokers (2007)
- Casey Parker is Boy Crazy (2007)
- Cheating Wives Tales 7 (2007)
- Coming Home (2007)
- Cum-Stravaganza (2007)
- Demons Within (2007)
- Desperate Housewives Confessions (2007)
- Diary of a Nanny 3 (2007)
- Dreamgirlz 1 (2007)
- Girl in 6C (2007)
- Housewife 1 on 1 8 (2007)
- Innocence She's No Angel (2007)
- Jesse Jane: Lust (2007)
- Latin Adultery 4 (2007)
- Meet Nikki Kane (2007)
- My Friend's Hot Mom 1805 (2007)
- Naughty Office 10 (2007)
- Naughty Office 8 (2007)
- Naughty Office 9 (2007)
- Neighbor Affair 5 (2007)
- Pinup Perversions With Lela Star (2007)
- Pleasure Seekers (2007)
- Pros vs Hos (2007)
- Reform School Girls 2 (2007)
- Revelations (2007)
- Savanna Loves Sex (2007)
- Service with a Smile (2007)
- Sexual Freak 7: Stoya (2007)
- Sexual Revolution (2007)
- Sunny Loves Matt (2007)
- Barely Legal 80 (2008)
- Barely Legal 83 (2008)
- Behind the Cyber Door (2008)
- Big Payback (2008)
- Big Tits at School 2 (2008)
- Big Tits at Work 2 (2008)
- Big Tits at Work 4 (2008)
- Brand New Faces 12 (2008)
- Brand New Faces 14 (2008)
- Brazzers Bachelor Game (2008)
- Brazzers Reform School (2008)
- Brea vs. Roxy (2008)
- Bree's Slumber Party (2008)
- Busting the Babysitter (2008)
- Casey Parker's California Dreamin' (2008)
- Cougar Club: The Hunt is On (2008)
- Curvaceous (2008)
- Damaged Goods (2008)
- Dark Flame (2008)
- Day in the Life... (2008)
- Doctor Adventures.com 2 (2008)
- Erica's Fantasies (2008)
- Erotic Ghost Whisperer (2008)
- Filthy's Peepin' Tom 5 (2008)
- Flesh Agenda (2008)
- Footman (2008)
- Foxtrot (2008)
- Fresh Foxes 2 (2008)
- Fresh Teens 1 (2008)
- Gotcha (2008)
- High Definition (2008)
- I Am Tanya James (2008)
- I Have a Wife 3 (2008)
- I Have a Wife 4 (2008)
- Identity (2008)
- Impulsive (2008)
- Intimate Instinct (2008)
- Jack's My First Porn 10 (2008)
- Jesse Jane: Fuck Fantasy (2008)
- Jesse Jane: Kiss Kiss (2008)
- Just Legal Babes 2 (2008)
- Latin Adultery 5 (2008)
- Latin Adultery 6 (2008)
- Latin Adultery 7 (2008)
- Latin Seduction (2008)
- Love Box (2008)
- Meet Brea (2008)
- Mommy Got Boobs 2 (2008)
- Moxxie Maddron Goes to Hell (2008)
- My Friend's Hot Mom 12 (2008)
- My Sister's Hot Friend 11 (2008)
- Naughty Athletics 2 (2008)
- Naughty Athletics 3 (2008)
- Naughty Athletics 5 (2008)
- Naughty Bookworms 13 (2008)
- Naughty Bookworms 14 (2008)
- Naughty Office 11 (2008)
- North Pole 70 (2008)
- Not With My Wife You Don't (2008)
- Picturesque (2008)
- Pinup Perversions With Roxy Jezel (2008)
- Pirates II: Stagnetti's Revenge (2008)
- Please Me (2008)
- Power (2008)
- Priceless Fantasies (2008)
- Route 66 (2008)
- Roxy's Wet Dreams (2008)
- RPM XXXtreme Crotch Rockets (2008)
- Scandalous (2008)
- Scenes from a Cell (2008)
- Served Raw (2008)
- Shooting Savanna (2008)
- Sleepover (2008)
- Spiked Heels (2008)
- Video Nasty 2: Shay Jordan (2008)
- Video Nasty 3: Stoya (2008)
- Video Nasty 4: Katsuni (2008)
- Virgin Diaries (2008)
- Watch Me (2008)
- Wife Switch 3 (2008)
- Young and Nasty 3 (2008)
- A Rare Case Of Girlstuckoncock (2009)
- American Swingers (2009)
- Baby Got Boobs 2 (2009)
- Bedside Manners (2009)
- Belle (2009)
- Big Mommy Boobs 3 (2009)
- Big Naturals 13 (2009)
- Big Tit Cream Pie 2 (2009)
- Big Tits at School 6 (2009)
- Big Tits at Work 6 (2009)
- Big Tits at Work 7 (2009)
- Big Tits at Work 8 (2009)
- Big Tits in Sports 1 (2009)
- Brand New Faces 19 (2009)
- Broke Down Bitches 3 (2009)
- Call Girl Coeds (2009)
- Club Jenna: The Anal Years (2009)
- Cum Fu 1 (2009)
- Doctor Adventures.com 5 (2009)
- Doctor Adventures.com 6 (2009)
- Friends With Benefits (2009)
- Fuck The World (2009)
- Funny Bone (2009)
- Get Out of My Dreams and Into My Tub (2009)
- Golden Touch (2009)
- In the Army Now (2009)
- Inside the Orient 1 (2009)
- Inside the Orient 2 (2009)
- Jack's POV 15 (2009)
- Jesse Jane: Dirty Movies (2009)
- Katsuni: Opened Up (2009)
- Latin Adultery 8 (2009)
- Mommy Got Boobs 4 (2009)
- Mommy Got Boobs 5 (2009)
- Mommy Got Boobs 7 (2009)
- Monique's Sex Party (2009)
- Muy Caliente 6 (2009)
- Muy Caliente 7 (2009)
- My Friend's Hot Mom 18 (2009)
- My Wife's Hot Friend 3 (2009)
- My Wife's Hot Friend 4 (2009)
- Naughty America 3651 (2009)
- Naughty America in Buenos Aires 1 (2009)
- Naughty Nurse Nancy (2009)
- Naughty Office 16 (2009)
- Naughty Office 17 (2009)
- Ninn Wars 1 (2009)
- Ninn Wars 5 (2009)
- No Love Lost (2009)
- Pin-Up (2009)
- Real Big Tits 2 (2009)
- Real Wife Stories 3 (2009)
- Real Wife Stories 4 (2009)
- Real Wife Stories 5 (2009)
- Sophia Santi: Erotique (2009)
- Star Trix: Deep Penetration (2009)
- Suze Randall's XXX Top Models: Nikki Jayne (2009)
- 30 Dirty Years (2010)
- Asian Erotic Dreams (2010)
- Baby Got Boobs 4 (2010)
- Baby Got Boobs 5 (2010)
- Bangkok Wives (2010)
- Big Bust Cougars (2010)
- Big Naturals 18 (2010)
- Big Tits at School 8 (2010)
- Big Tits at School 9 (2010)
- Big Tits at Work 11 (2010)
- Big Tits in Sports 3 (2010)
- Big Tits in Sports 5 (2010)
- Cheating Sex (2010)
- Cum Fiesta 16 (2010)
- Desires (2010)
- Deviance 2 (2010)
- Dirty Me (2010)
- Doctor Adventures.com 7 (2010)
- Doctor Adventures.com 8 (2010)
- Experience Required (2010)
- Family Matters (2010)
- Flawless 10 (2010)
- Foot Fantasy Freaks (2010)
- Girl Next Door (2010)
- Girl Talk (2010)
- I Have a Wife 11 (2010)
- I Have a Wife 9 (2010)
- Immoral Hotel (2010)
- Just Jenna 1 (2010)
- Lela Star: A Star is Porn (2010)
- MMA Tits (2010)
- My Friend's Hot Mom 21 (2010)
- My Wife's Hot Friend 5 (2010)
- My Wife's Hot Friend 6961 (2010)
- My Wife's Hot Friend 8 (2010)
- Natural Knockers 16 (2010)
- Naughty Athletics 12 (2010)
- Naughty Rich Girls 3 (2010)
- Office Romance (2010)
- Passenger 69 (2010)
- Piece of the Action (2010)
- Play Misty for Me (2010)
- Pornstars Like It Big 9 (2010)
- Private Lessons (2010)
- Sex After Dark (2010)
- Sex Driven (2010)
- Sex Girlz (2010)
- Sex Shop (2010)
- Sticky Teen Faces 1 (2010)
- Sticky Teen Faces 2 (2010)
- Superstar Showdown 2: Asa Akira vs. Kristina Rose (2010)
- Teen Spirit 8 (2010)
- That's My Girl (2010)
- Trash Talk (2010)
- Wife Swapping (2010)
- 2 of a Kind (2011)
- American Daydreams 9 (2011)
- Ass Masterpiece 5 (2011)
- Ass Masterpiece 6 (2011)
- Baby Got Boobs 7 (2011)
- Babysitters 2 (2011)
- Bad Apples 1 (2011)
- Betrayal (2011)
- Big Boob Blondes (2011)
- Big Tits at School 11 (2011)
- Big Tits at School 12 (2011)
- Big Tits in Sports 6 (2011)
- Big Tits in Sports 7 (2011)
- Big Tits in Sports 8 (2011)
- Big Tits in Uniform 5 (2011)
- Bounce (2011)
- Busty Ones 2 (2011)
- Crib (2011)
- Day With A Pornstar 1 (2011)
- Doctor Adventures.com 9 (2011)
- Double Penetration Tryouts 12 (2011)
- Escaladies 2 (2011)
- Fighters (2011)
- Goddesses (2011)
- I Have a Wife 13 (2011)
- I Have a Wife 14 (2011)
- Job for Jenna (2011)
- Kunt Fu 5 (2011)
- M Is For Mischief 2 (2011)
- Masseuse 1 (II) (2011)
- Masseuse 4 (2011)
- Mesmerized (2011)
- My Dad's Hot Girlfriend 6 (2011)
- My Wife's Hot Friend 10 (2011)
- My Wife's Hot Friend 9 (2011)
- Naughty America Newbies (2011)
- Naughty Bookworms 22 (2011)
- Naughty Office 24 (2011)
- Naughty Rich Girls 5 (2011)
- Neighbor Affair 10 (2011)
- Neighbor Affair 11 (2011)
- Nippledon Open (2011)
- North Pole 85 (2011)
- Penthouse Vacation (2011)
- Phat Bottom Girls 5 (2011)
- Rail Roaded (2011)
- Real Wife Stories 9 (2011)
- Real Wife Stories: Asa Akira (2011)
- Route 69 (2011)
- Screwed (2011)
- Watching You 1 (2011)
- Baby Got Boobs 8 (2012)
- Baby Got Boobs 9 (2012)
- Bangin Blue Collar Boobs (2012)
- Big Sexy Titties (2012)
- Big Tits at School 14 (2012)
- Breakin' In Some Rookie Nookie (2012)
- Class Ass (2012)
- Con Job (2012)
- Day With A Pornstar 2 (2012)
- Faking It (2012)
- Filthy Family 5 (2012)
- Four (2012)
- Girls Night Out 4 (2012)
- Home Wrecker 2 (2012)
- Hot For Teacher 3 (2012)
- Kayden's Greatest Hits (2012)
- Latin Adultery 16 (2012)
- Masseuse 2 (2012)
- MILF Adventures 1 (2012)
- Naughty Athletics 14 (2012)
- North Pole 95 (2012)
- Office Seductions 4 (2012)
- One Night in the Valley (2012)
- Orgy: The XXX Championship 2 (2012)
- Pretty Lady (2012)
- Real Wife Stories 12 (2012)
- Real Wife Stories 13 (2012)
- Super Size My Boobs (2012)
- Teens At Work 1 (2012)
- Trouble at the Slumber Party (2012)
- Victoria Lawson (2012)
- Big Tits in Sports 12 (2013)
- Jenni Lee (2013)
- My Friend's Hot Mom 15885 (2013)
- North Pole 102 (2013)
- Barely Legal Fun in the Sun (2014)
- Everybody Loves Jenna Haze (2014)
- Flixxx: Force Rising (2015)
- Stoya's Yearbook (2015)
- Ole Switcheroo (2016)
- Sexperiments (2016)